# 빌 하인즈먼

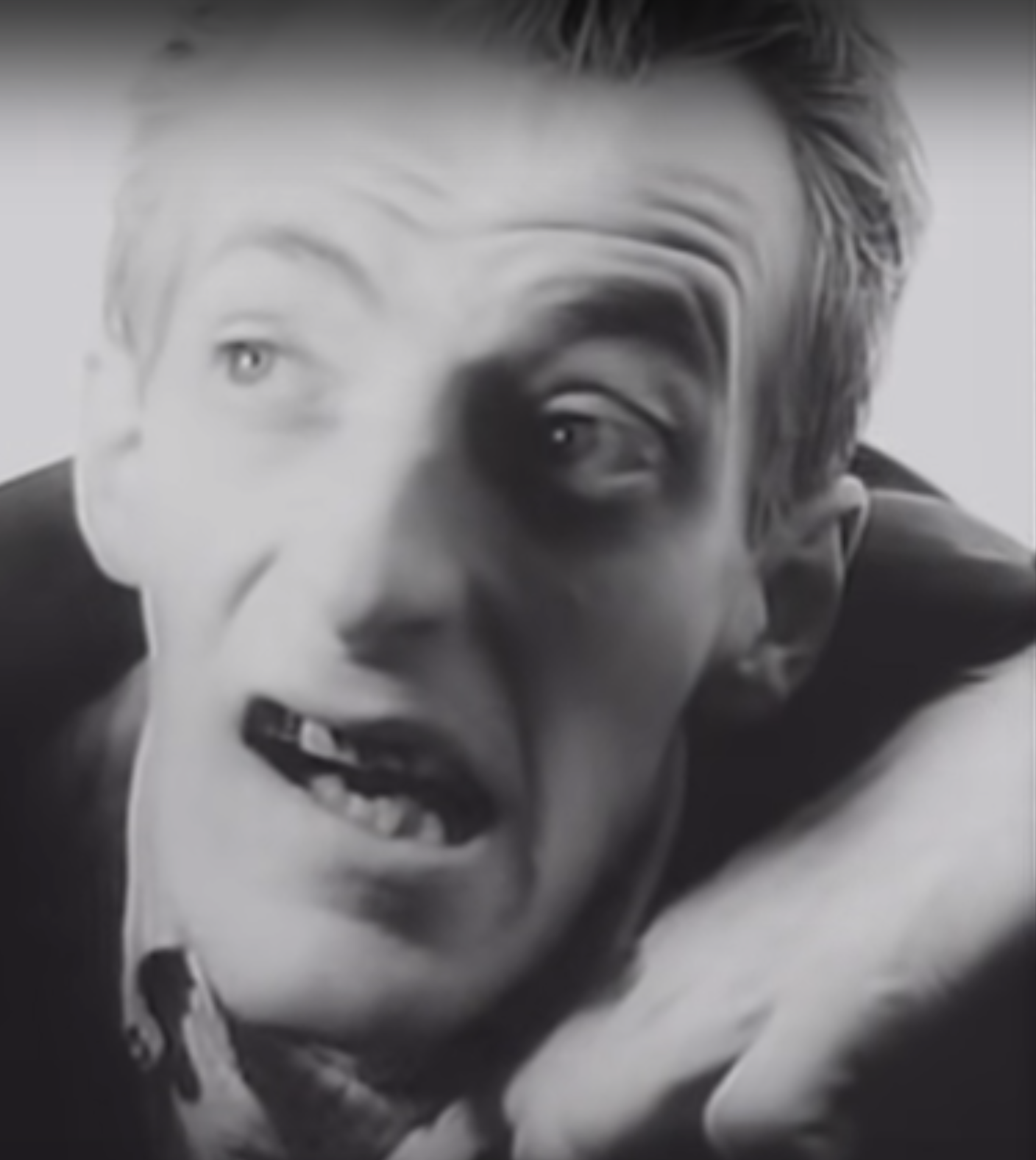

빌 하인즈먼(Bill Hinzman, 1936년 10월 24일 ~ 2012년 2월 5일)은 미국의 영화배우, 영화 감독, 배우, 카메라 오퍼레이터이다.

## 영화
- 살아있는 시체들의 밤 - 30주년 기념작 (1998년)